# Reussirella indica
Reussirella indica is een mosdiertjessoort uit de familie van de Cupuladriidae. De wetenschappelijke naam van de soort is voor het eerst geldig gepubliceerd in 1965 door Cook.